# Calaina
Calaina là một chi bọ cánh cứng trong họ Chrysomelidae.
Chi này được Schauffus miêu tả khoa học năm 1887.

## Các loài
Chi này gồm các loài:
- Calaina admirabilis (Schaufuss, 1887)